# Neolophonotus lightfooti
Neolophonotus lightfooti là một loài ruồi trong họ Asilidae. Neolophonotus lightfooti được Londt miêu tả năm 1986. Loài này phân bố ở vùng nhiệt đới châu Phi.